# Nós (romance)
Nós (Мы/Mii) é um romance distópico escrito entre 1920 e 1921 pelo escritor russo Yevgeny Zamyatin. A história narra as impressões de um cientista sobre o mundo em que vive, uma sociedade aparentemente perfeita, mas opressora, além de seus conflitos ao perceber as imperfeições dele, ao travar contato com um grupo opositor que  luta contra o "Benfeitor", regente supremo da nação.
Parte dela é baseada nas experiências do autor com as revoluções russas de 1905 e 1917 e no período em que trabalhou em 1916 supervisionando a construção de navios na Inglaterra.
Embora escrito no início da década de 1920, Nós só foi publicado pela primeira vez em 1924, e em inglês e em Nova Iorque, por estar proibido na então União Soviética devido à censura imperante no país. A primeira edição no idioma russo só foi lida em 1927/1928, quando publicada em um jornal de emigrados. O livro só adentrou legalmente a pátria-mãe do autor em 1988, com as políticas de abertura do regime soviético.

## Significado literário e influência
Nós é uma sátira futurista distópica, geralmente considerada o berço do gênero (mas há outras, como A Nova Utopia, de Jerome K. Jerome, de 1891, e O Tacão de Ferro de Jack London, de 1900; leia mais sobre isso adiante). O livro leva a extremos os aspectos mais totalitários e o conformismo da sociedade industrial moderna, descrevendo um Estado que acredita que o livre-arbítrio é a causa da infelicidade e que a vida dos cidadãos deve ser controlada com precisão matemática baseada nos sistemas de precisão industrial criados por Frederick Winslow Taylor.
Entre outras inovações literárias, a visão de Zamyatin inclui um ambiente de casas—e quase tudo mais—de vidro e outros materiais transparentes, onde todos estão visíveis e um cidadão é o vigia do outro. Por suas críticas ao socialismo russo, esta e outras obras do autor eram frequentemente banidas.
Há discussões sobre as influências do trabalho se Zamyatin no trabalho mais conhecido do gênero: 1984, de George Orwell, que começou a escrevê-lo alguns meses após ler uma tradução francesa de Nós e ter escrito uma resenha da obra. Há registros de Orwell ter dito que "iria tomá-la como modelo para seu próximo romance". Na introdução à tradução em inglês de 1993, o tradutor Clarence Brown diz que, para Orwell e outros autores, Nós "parece ser 'a' experiência literária crucial".  O biógrafo Alex Shane diz que "(…) não há como discutir a influência de Zamyatin em Orwell". Já o crítico Robert Russell, no livro Zamiatin's We, conclui que "'1984' partilha tantas características com 'Nós' que não pode haver dúvidas quanto à sua dívida geral com esta", embora haja uma minoria de críticos que vejam as similaridades como "totalmente superficiais". Mais adiante, Russell aponta que "o livro de Orwell é mais sombrio, esquemático e temático que o de Zamyatin, faltando o humor irônico que permeia a obra russa".
Orwell diz, em um ensaio de 1946, que acreditava que Admirável Mundo Novo, de Aldous Huxley (1932) "deve ser parcialmente derivado" de Nós. Contudo, Huxley, segundo o livro de Russell, escreveu em uma carta de 1962 que escreveu sua obra muito antes de ter ouvido falar na do russo.
É digno de nota que o referido Jerome K. Jerome foi citado como uma influência no romance de Zamyatin. Em 1891 Jerome publicou o conto-ensaio A Nova Utopia descreve uma cidade—quiçá um mundo—abarcada por um pesadelo igualitarismo, onde os habitantes são quase indistintos em seus uniformes cinza (como as "unifas" de Nós) e todos têm cabelos pretos e curtos, naturais ou tingidos. Ninguém recebe nomes, apenas números costurados nas túnicas: pares para as mulheres, ímpares para os homens, o mesmo esquema da obra russa. A igualdade é levada a extremos tantos que pessoas com físico bem-desenvolvido sofrem cirurgias para redução de membros (em Zamyatin a cirurgia de nivelamento de nariz é sugerida). Na obra de Jerome, aqueles com uma imaginação superativa são submetidos a uma cirurgia que também a reduz, e uma operação semelhante tem importância central em Nós. Ainda mais significativa é a apreciação da parte de ambos os autores do amor familiar, e por extensão do individual, como uma força disruptiva e humanizante.
É provável que o autor russo o tivesse lido: as obras de Jerome foram traduzidas na Rússia três vezes antes de 1917 e a maioria das pessoas educadas as conhecia.

## Adaptação
"Nós" foi filmado em 2016 no curta-metragem, "The Glass Fortress" ( A fortaleza de vidro).Visível no youtube.
Uma nova versão do filme "Nós" de Hamlet Dulyan será lançado em 8 de setembro de 2022 na Rússia.